# Toxonagria montanensis
Toxonagria montanensis är en tvåvingeart som först beskrevs av Parker 1919.  Toxonagria montanensis ingår i släktet Toxonagria och familjen köttflugor. Inga underarter finns listade i Catalogue of Life.